# Таранько Михайло Миколайович
Миха́йло Микола́йович Тара́нько (* 1887 — † 1956) — український видавець і редактор дитячої літератури, педагог.
Видавець і редактор журналу «Учитель» (1923—1925), власник видавництва «Світ дитини» у Львові, в якому видавав журнали для дітей («Світ дитини», 1920—1939) та юнацтва («Молода Україна», 1923—1926), а також «Дитячу бібліотеку» (понад 200 книг), «Популярну бібліотеку» тощо.
Видання Таранька відзначаються високою педагогічною і мистецькою вартістю.
Діяч Взаємної Помочі Українського Вчительства.
Вивезений до Сибіру, помер у таборі. Вписаний «про пам'ять» на надгробку Тараньків на Личаківському цвинтарі, поле № 75.